# マティア・モンテッキ
マティア・モンテッキ(イタリア語: Mattia Montecchi、1816年6月1日 - 1871年11月28日)は、イタリアのイタリア統一運動時代の政治家、革命家、愛国者である。

## 生涯
1816年6月1日、教皇領の首都ローマに生まれる。父は教皇庁の官僚であり、マリーノやカステル・ガンドルフォの知事などを務めていた。幼少期はモンテマルチャーノで育ち、8歳になるとアンコーナの神学校に入れられるも厳しい戒律を理由に退学し、両親とはこれを契機に意見の不一致で悩まされた。それ以降、従兄弟のもとでローマで育つ。
サピエンツァ大学で法学を学び、1840年には卒業する。当時、後にともにローマ共和国憲法を起草するカルロ・アルメッリーニや、反教皇で知られるミケランジェロ・ピントとは学友であった。一方で在学中はカルボナリとの関係を持っておりこのころから教皇警察には自由主義者と認識され、卒業後の1844年には中部イタリアにおける暴動を策謀した罪で逮捕された。1845年には終身刑を言い渡された。
しかし覚醒教皇として知られたピウス9世はモンテッキに恩赦を出し、一方で釈放されたモンテッキは本格的に立憲活動や反専制主義運動を開始した。1848年末の教皇領首相ペッレグリーノ・ロッシが暗殺された事で無政府状態になっていた教皇領ローマに滞在し、1849年1月21日には制憲議会の国民代表の一人に選出された。またローマ共和国の建国にも携わり、カルロ・アルメッリーニやアウレリオ・サリチェーティとともに執行委員会のメンバーとなってローマ共和国憲法の起草に貢献した。この憲法は史上初めて死刑を禁止したもので、信教の自由なども保証した近代憲法として知られている。その後もローマ共和国政府内では商務省や公共事業省で事実上の大臣の地位を得るなど、主導的な役割を果たした。
ローマ共和国崩壊後はジュネーヴを経由してローザンヌに赴き、そこでともにローマ共和国を主導したジュゼッペ・マッツィーニやアウレリオ・サッフィと再会。さらにはオーストリア帝国の圧力を受けてスイス滞在が難しくなると、イギリスのロンドンへと亡命した。
1859年にはイタリアに帰国。しかしリボルノで逮捕されてトスカーナを離れるよう忠告され、再びロンドンに戻る。しかしイタリア統一が果たされた後はまたイタリアに戻り、その後は死去まで他国に移り住むことなくローマがイタリア王国に統合されるよう活動を展開した。ローマがイタリア王国領になると故郷に戻り、1870年にはローマ最初の市議会議員の一人に選出された。
1871年11月28日、仕事目的で訪れていたロンドンで死亡する。